# Atsushi Uchiyama
Atsushi Uchiyama (jap. 内山 篤, Uchiyama Atsushi; * 29. Juni 1959 in der Präfektur Shizuoka) ist ein ehemaliger japanischer Fußballspieler und -trainer.

## Nationalmannschaft
1984 debütierte Uchiyama für die japanische Fußballnationalmannschaft. Uchiyama bestritt zwei Länderspiele.

## Erfolge
Yamaha Motors
- Japan Soccer League: 1987/88
- Kaiserpokal: 1982